# 背戸側町
背戸側町（せとがわちょう）は、愛知県瀬戸市道泉連区の町名。丁番を持たない単独町名である。

## 地理
- 瀬戸市の中央部に位置する[8]。西を窯神町・東安戸町、北を西印所町、東を湯之根町・宮里町、南を仲切町と隣接している[8]。
- 丘陵地斜面に陶磁器関係の小工場や窯業原料工場と住宅が混在する[8]。

### 学区
市立小・中学校に通う場合、学区は以下の通りとなる。また、公立高等学校普通科に通う場合の学区は以下の通りとなる。
| 番・番地等 | 小学校                 | 中学校                 | 高等学校 |
| ---------- | ---------------------- | ---------------------- | -------- |
| 全域       | 瀬戸市立にじの丘小学校 | 瀬戸市立にじの丘中学校 | 尾張学区 |

## 歴史

### 町名の由来
町名設定の際、旧瀬戸村字背戸側の字名を採って町名にしたと推察される。背戸は瀬戸の元の字であるとか、猿投山の裏側ともいわれている。

### 沿革
- 1942年（昭和17年）1月9日 - 瀬戸市大字瀬戸字背戸側の一部により、同市背戸側町として成立[2]。

## 世帯数と人口
2025年（令和7年）2月1日現在の世帯数と人口は以下の通りである。
| 町丁     | 世帯数 | 人口  |
| -------- | ------ | ----- |
| 背戸側町 | 51世帯 | 145人 |

### 人口の変遷
国勢調査による人口の推移
| 1995年（平成7年）  | 135人 | [ 12 ] |  |
| 2000年（平成12年） | 119人 | [ 13 ] |  |
| 2005年（平成17年） | 103人 | [ 14 ] |  |
| 2010年（平成22年） | 87人  | [ 15 ] |  |
| 2015年（平成27年） | 142人 | [ 16 ] |  |
| 2020年（令和2年）  | 147人 | [ 17 ] |  |

### 世帯数の変遷
国勢調査による世帯数の推移。
| 1995年（平成7年）  | 55世帯 | [ 12 ] |  |
| 2000年（平成12年） | 49世帯 | [ 13 ] |  |
| 2005年（平成17年） | 40世帯 | [ 14 ] |  |
| 2010年（平成22年） | 35世帯 | [ 15 ] |  |
| 2015年（平成27年） | 48世帯 | [ 16 ] |  |
| 2020年（令和2年）  | 48世帯 | [ 17 ] |  |

## 交通

### 鉄道
町内に鉄道は走っていない。最寄り駅は名鉄瀬戸線尾張瀬戸駅になる。

### バス
町内にバスは走っていない。最寄りのバス停は、名鉄バス「しなの線（瀬戸北線）」【1】【1H】【2】【2H】【3】【4】系統、同「本地ヶ原線」【10】【36】【50】【51】【52】系統、同「東山線」【11】【12】【13】【16】【16H】【17H】【18】【43】【44】系統の瀬戸駅前バス停・記念橋バス停になる。

### 道路
愛知県道207号定光寺山脇線 ： 町の南部を東西に通っている。

## 施設
- 丸窯製陶所 ： 江戸時代末期、初代加藤庄平によって創業された窯元。招き猫の絵付け体験や転写絵付け体験も開催[18]。

- 丸窯製陶所

## その他

### 日本郵便
- 郵便番号 : 489-0041[6]（集配局：瀬戸郵便局[19]）。